# Mecistocephalus marcusensis
Mecistocephalus marcusensis är en mångfotingart som beskrevs av Miyosi 1953. Mecistocephalus marcusensis ingår i släktet Mecistocephalus och familjen storhuvudjordkrypare. Inga underarter finns listade i Catalogue of Life.